# Refugee (singolo Tom Petty)
Refugee è il secondo singolo di Tom Petty and the Heartbreakers estratto dall'album Damn the Torpedoes, pubblicato nel 1980 dalla Backstreet Records.

## Il brano
Il chitarrista della band Mike Campbell ha scritto la musica mentre Petty ha scritto i testi, senza apportare modifiche.
Il brano si è classificato al 15º posto nella classifica Billboard Hot 100 negli Stati Uniti nel 1980.

## Video
Il video musicale del brano, diretto da John Goodhuee, mostra Petty e gli altri membri della band in strada fuori da un locale dove poi entrano a suonare.

## Tracce
Vinile 7" USA
1. Refugee – 3:21 (Tom Petty, Mike Campbell)
2. It's Rainin' Again – 1:30

## Formazione
Tom Petty and the Heartbreakers
- Tom Petty – chitarra, voce
- Mike Campbell – chitarra
- Benmont Tench – organo, cori
- Ron Blair – basso elettrico
- Stan Lynch – batteria, cori

## Classifiche
| Classifica (1980)               | Posizione massima |
| ------------------------------- | ----------------- |
| Canada (RPM)                    | 2                 |
| Stati Uniti (Billboard Hot 100) | 15                |